# 山州 (唐)
山州（さんしゅう）は、唐代にかつて存在した州。

## ベトナムの山州
本節では現在のベトナムタインホア省南西部に設置された山州について述べる。
622年（武徳5年）、唐により隋の隆安県の地に山州が立てられた。岡山・真潤・古安・西安・建初の5県を管轄した。627年（貞観元年）、山州は廃止され、属県は愛州に編入された。

## 広西の山州
本節では現在の広西チワン族自治区の博白県と合浦県にまたがる地域に設置された山州について述べる。
山州の設置年代は定かではない。742年（天宝元年）、山州は竜池郡と改称された。758年（乾元元年）、竜池郡は山州の称にもどされた。山州は嶺南道の邕管十州に属し、竜池・盆山の2県を管轄した。805年（永貞元年）、山州は廃止された。